# اقتصاد سوئیس
اقتصاد سوئیس یکی از از پیشرفته‌ترین و باثبات‌ترین اقتصادهای جهان است. اقتصاد سوئیس بر پایه بازار آزاد است. سیاست‌های پایدار امنیت مالی و ثبات سیاسی، سوئیس را تبدیل به بهشت سرمایه‌گذاران و سپرده‌گذاران بانکی کرده‌است که این باعث شده تا اقتصاد سوئیس تا حد زیادی وابسته به سرمایه‌گذاری خارجی باشد. سوئیس یکی از ثروتمندترین کشورهای جهان است. سوئیس در صدر جدول ۵ کشور اول از نظر سطح زندگی می‌باشد و در گزارش رقابت جهانی در سال ۲۰۲۰ در رتبه سوم جهان قرار دارد. ساعت، بخش ماشین آلات صنعتی و صنعت داروسازی، کشاورزی، تجارت، بانک و امور مالی و توریسم شش بخش اصلی کلیت اقتصاد سوئیس را تشکیل می‌دهند.